# 에노우라촌 (나가사키현)
에노우라촌(江ノ浦村)은 나가사키현 기타타카키군에 있던 촌이다. 현재의 이사하야시에 해당한다.

## 역사
- 1889년 4월 1일 - 정촌제 시행에 의해 기타타카키군 에노우라촌이 성립하였다.
- 1955년 2월 11일 - 다유이촌과 합병해 이모리촌이 성립하여, 에노우라촌은 소멸하였다.

## 학교
- 에노우라 초등학교
- 에노우라 중학교

## 참고문헌
- 角川日本地名大辞典 42 長崎県